# Distrito Administrativo Central
El Distrito Administrativo Central (en ruso: Центральный административный округ, romanizado: Tsentralny administrativny ókrug) es uno de los distritos administrativos de Moscú, Rusia. El ókrug, que se rige por una prefectura, abarca diez raiones:
- Arbat
- Basmanny
- Jamóvniki
- Krasnoselski
- Meschanski
- Présnenski
- Taganski
- Tverskói
- Yakimanka
- Zamoskvoréchie

## Escudo de armas
La colina Borovitski, donde la colonización de Moscú comenzó, se representa bajo Yuri Dolgoruki. El fondo púrpura simboliza el poder supremo de Rusia, se concentró en el centro administrativo. El unicornio de oro era un símbolo tradicional de los zares de Rusia. Debajo de él aparece un antiguo muro del Kremlin de Moscú de piedra blanca.

## Ciudades hermanadas
- Riga,  Letonia.
- Ingolstadt,  Alemania.